# ナルキッソス

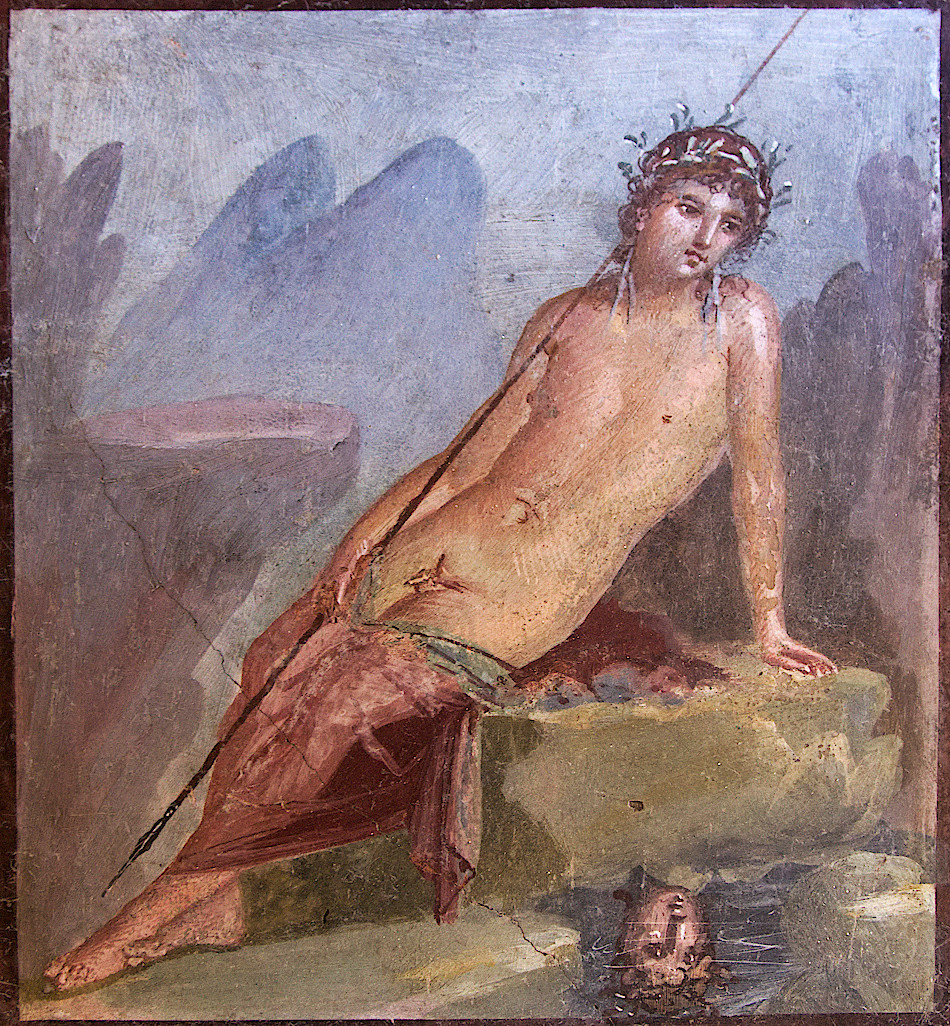
ポンペイのナルキッソスの絵.

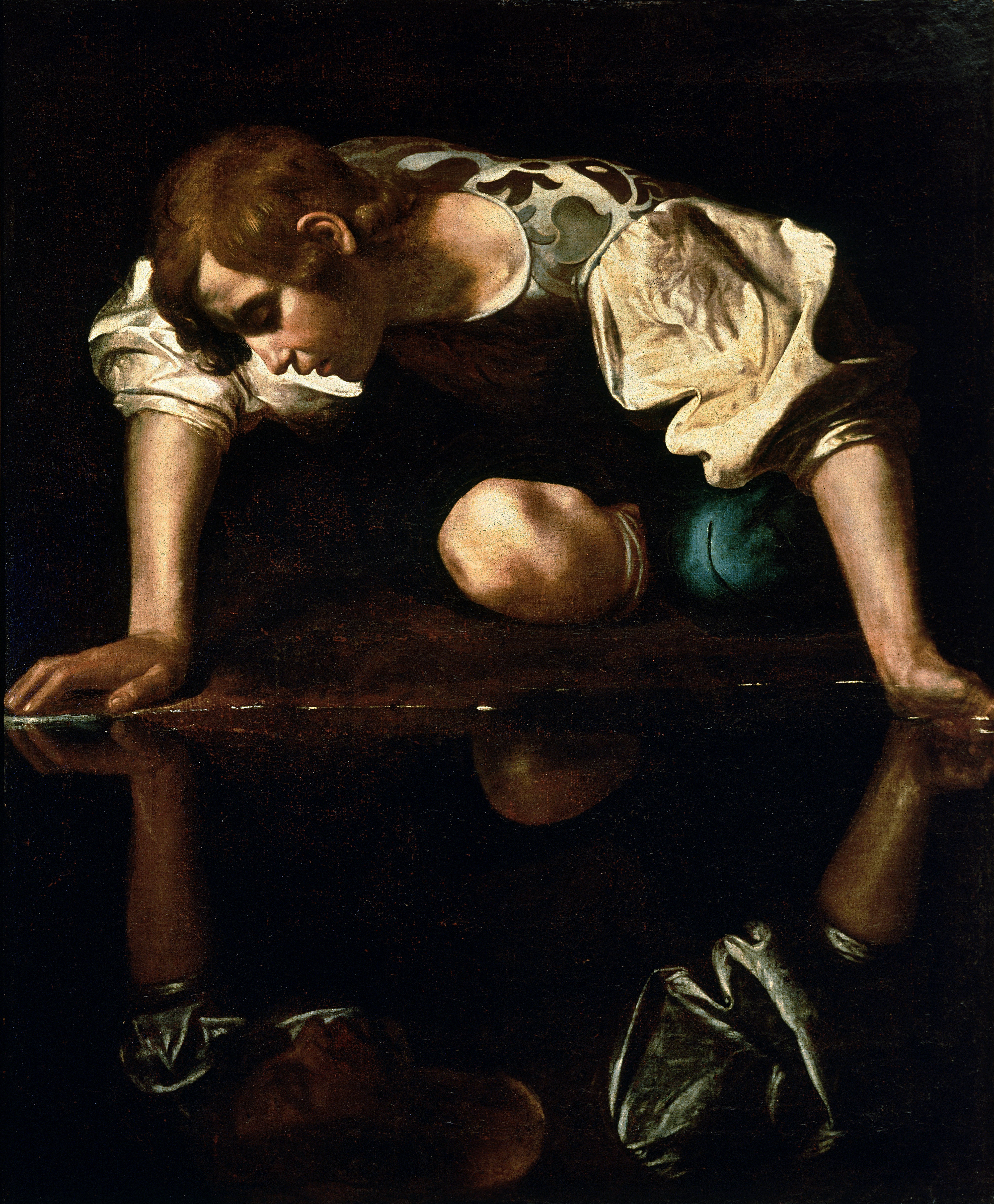
カラヴァッジオによって描かれたナルキッソス

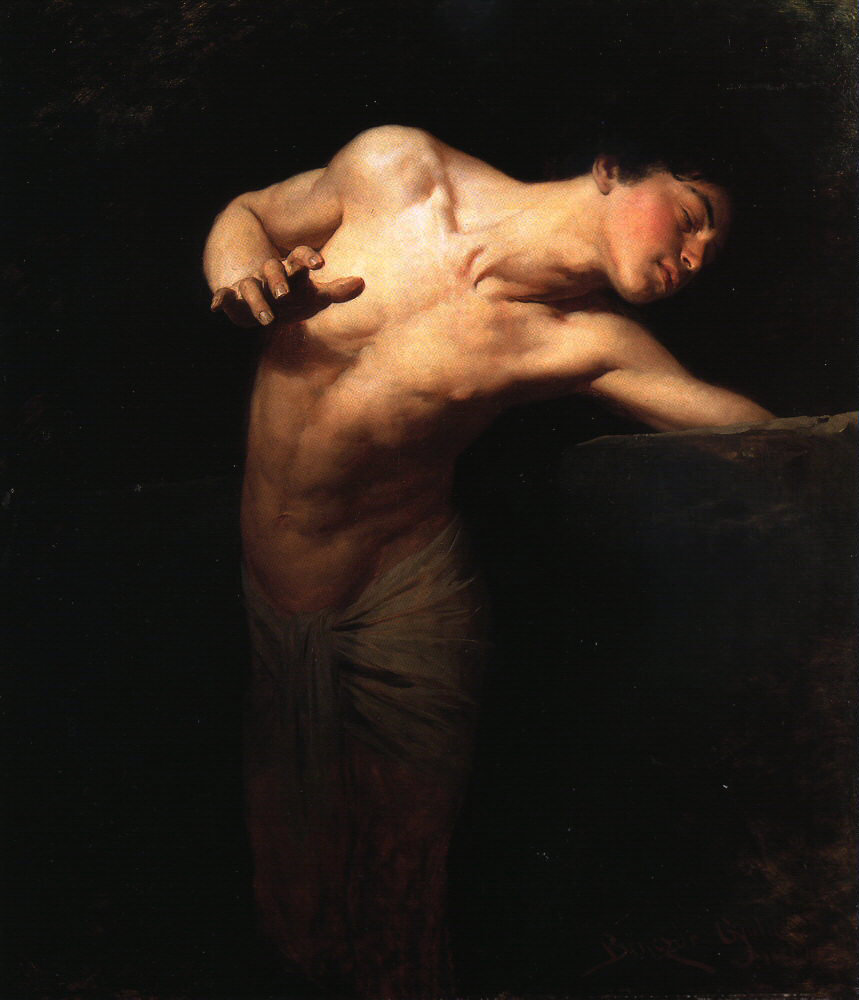
ジュラ・ベンツールによって描かれたナルキッソス

ナルキッソス（古代ギリシア語: Νάρκισσος, Narkissos、英語: Narcissus）は、ギリシア神話に登場する美少年。

## 概要
ナルキッソスはギリシア神話の中でも著名だが、その話についてはいくつかの説がある。盲目の予言者テイレシアースは占って「己を知らないままでいれば、長生きできるであろう」と予言した。
若さと美しさを兼ね備えていた彼は、ある時アプロディーテーの贈り物を侮辱する。アプロディーテーは怒り、ナルキッソスを愛する者が彼を所有できないようにする。彼は女性からだけでなく男性からも愛されており、彼に恋していた者の一人であるアメイニアスは、彼を手に入れられないことに絶望し、自殺する。
森の妖精（ニュンペー）のひとりエーコーが彼に恋をしたが、エーコーはゼウスがヘーラーの監視から逃れるのを歌とおしゃべりで助けたためにヘーラーの怒りをかい、自分では口がきけず、他人の言葉を繰り返すことのみを許されていた。エーコーはナルキッソスの言葉を繰り返す以外、何もできなかったので、ナルキッソスは「退屈だ」としてエーコーを見捨てた。エーコーは悲しみのあまり姿を失い、ただ声だけが残って木霊になった。これを見た神に対する侮辱を罰する神ネメシスは、他人を愛せないナルキッソスが、ただ自分だけを愛するようにする。
ネメシスは無情なナルキッソスをムーサの山にある泉によび寄せる。不吉な予言に近づいているとも知らないナルキッソスが水を飲もうと、水面を見ると、中に美しい少年がいた。もちろんそれはナルキッソス本人だった。ナルキッソスはひと目で恋に落ちた。そしてそのまま水の中の美少年から離れることができなくなり、やせ細って死んだ。また、水面に写った自分に口付けをしようとしてそのまま落ちて水死したという話もある。ナルキッソスが死んだあとそこには水仙の花が咲いていた。この伝承から、スイセンのことを欧米ではナルシスと呼ぶ。また、精神分析の用語ナルシシズム（narcissism、自己愛）という言葉の語源になった。